# Ryszard Rohatyński
Ryszard Rohatyński (ur. 1936 r.) – polski inżynier mechanik energetyki. Absolwent Politechniki Wrocławskiej. Od 1983 profesor na Wydziale Mechanicznym Politechniki Wrocławskiej.